# Interlands Duits voetbalelftal 1908-1919
Deze pagina toont een chronologisch en gedetailleerd overzicht van de interlands die het Duits voetbalelftal heeft gespeeld in de periode 1908 – 1919.

## Interlands

### 1908
|                                                                    |                                                                           |       |                                         |                                                                                |
| 5 april Vriendschappelijk № 1 «onderlinge duels» 15:00 uur (UTC+1) | Zwitserland                                                               | 5 – 3 | Duitsland                               | Stadion Landhof, Bazel Toeschouwers: 3.500 Scheidsrechter: Henry Devitte (SUI) |
| 5 april Vriendschappelijk № 1 «onderlinge duels» 15:00 uur (UTC+1) | Hans Kämpfer 21', 89' Ernst Jordan 28' (e.d.) Siegfried Pfeiffer 32', 57' |       | 6', 69' Fritz Becker 52' Fritz Förderer | Stadion Landhof, Bazel Toeschouwers: 3.500 Scheidsrechter: Henry Devitte (SUI) |

|                                                                     |                           |       |          |                                                                                |
| 20 april Vriendschappelijk № 2 «onderlinge duels» 16:00 uur (UTC+1) | Duitsland                 | 1 – 5 | Engeland | Viktoria-Platz, Berlijn Toeschouwers: 6.000 Scheidsrechter: Paul Neumann (GER) |
| 20 april Vriendschappelijk № 2 «onderlinge duels» 16:00 uur (UTC+1) | Fritz Förderer 17' (pen.) |       | ?        | Viktoria-Platz, Berlijn Toeschouwers: 6.000 Scheidsrechter: Paul Neumann (GER) |

|                                                                   |                                                                |       |                               |                                                                                    |
| 7 juni Vriendschappelijk № 3 «onderlinge duels» 18:00 uur (UTC+1) | Oostenrijk                                                     | 3 – 2 | Duitsland                     | Cricketer-Platz, Wenen Toeschouwers: 5.000 Scheidsrechter: Wagstaffe Simmons (ENG) |
| 7 juni Vriendschappelijk № 3 «onderlinge duels» 18:00 uur (UTC+1) | Ladislaus Dlabac 7' (pen.) Jan Studnicka 41' Johann Andres 44' |       | 6' Eugen Kipp 28' Adolf Jäger | Cricketer-Platz, Wenen Toeschouwers: 5.000 Scheidsrechter: Wagstaffe Simmons (ENG) |

### 1909
|                                                                   |          |       |           |                                                                             |
| 13 maart Vriendschappelijk № 4 «onderlinge duels» 15:30 uur (UTC) | Engeland | 9 – 0 | Duitsland | Oxford Ground, Oxford Toeschouwers: 6.000 Scheidsrechter: Thomas Kyle (ENG) |
| 13 maart Vriendschappelijk № 4 «onderlinge duels» 15:30 uur (UTC) | ?        |       |           | Oxford Ground, Oxford Toeschouwers: 6.000 Scheidsrechter: Thomas Kyle (ENG) |

|                                                                    |                |       |             |                                                                                    |
| 4 april Vriendschappelijk № 5 «onderlinge duels» 15:30 uur (UTC+1) | Duitsland      | 1 – 0 | Zwitserland | Telegrafenkaserne, Karlsruhe Toeschouwers: 7.000 Scheidsrechter: Albert Sohn (GER) |
| 4 april Vriendschappelijk № 5 «onderlinge duels» 15:30 uur (UTC+1) | Eugen Kipp 25' |       |             | Telegrafenkaserne, Karlsruhe Toeschouwers: 7.000 Scheidsrechter: Albert Sohn (GER) |

|                                                                    |                                                        |       |                                                |                                                                                       |
| 4 april Vriendschappelijk № 6 «onderlinge duels» 16:00 uur (UTC+1) | Hongarije                                              | 3 – 3 | Duitsland                                      | Millenáris Sporttelep, Boedapest Toeschouwers: 9.000 Scheidsrechter: Hugo Meisl (AUT) |
| 4 april Vriendschappelijk № 6 «onderlinge duels» 16:00 uur (UTC+1) | Gáspár Borbás 4' Imre Schlosser 28' Béla Sebestyén 60' |       | 5', 33' Willi Worpitzky 79' (pen.) Camillo Ugi | Millenáris Sporttelep, Boedapest Toeschouwers: 9.000 Scheidsrechter: Hugo Meisl (AUT) |

### 1910
|                                                                    |                                       |       |                                      |                                                                                |
| 3 april Vriendschappelijk № 7 «onderlinge duels» 15:00 uur (UTC+1) | Zwitserland                           | 2 – 3 | Duitsland                            | Stadion Landhof, Bazel Toeschouwers: 5.000 Scheidsrechter: Henry Devitte (SUI) |
| 3 april Vriendschappelijk № 7 «onderlinge duels» 15:00 uur (UTC+1) | Heinrich Müller 35' Marcel Renand 58' |       | 8' Marius Hiller 55', 85' Eugen Kipp | Stadion Landhof, Bazel Toeschouwers: 5.000 Scheidsrechter: Henry Devitte (SUI) |

|                                                                        |                                                               |       |                               |                                                                                     |
| 24 april Vriendschappelijk № 8 «onderlinge duels» 14:30 uur (UTC+0:20) | Nederland                                                     | 4 – 2 | Duitsland                     | Klarenbeek Stadion, Arnhem Toeschouwers: 10.000 Scheidsrechter: Jack Howcroft (ENG) |
| 24 april Vriendschappelijk № 8 «onderlinge duels» 14:30 uur (UTC+0:20) | Guus Lutjens 29' Jan Thomée 73', 87' Walter Hempel 82' (e.d.) |       | 23' Eugen Kipp 42' Willi Fick | Klarenbeek Stadion, Arnhem Toeschouwers: 10.000 Scheidsrechter: Jack Howcroft (ENG) |

|                                                                   |           |                                               |        |                                                                                             |
| 16 mei Vriendschappelijk № 9 «onderlinge duels» 16:30 uur (UTC+1) | Duitsland | 0 – 3                                         | België | Sportplatz am Grunewald, Duisburg Toeschouwers: 8.000 Scheidsrechter: Herbert Willing (NED) |
| 16 mei Vriendschappelijk № 9 «onderlinge duels» 16:30 uur (UTC+1) |           | 20', 48' Louis Saeys 75' Edmond Van Staceghem |        | Sportplatz am Grunewald, Duisburg Toeschouwers: 8.000 Scheidsrechter: Herbert Willing (NED) |

|                                                                        |                   |       |                                   |                                                                                              |
| 16 oktober Vriendschappelijk № 10 «onderlinge duels» 15:30 uur (UTC+1) | Duitsland         | 1 – 2 | Nederland                         | Sportplatz an der Triftstraße, Kleef Toeschouwers: 4.000 Scheidsrechter: Hubert Istace (BEL) |
| 16 oktober Vriendschappelijk № 10 «onderlinge duels» 15:30 uur (UTC+1) | Richard Queck 25' |       | 7' Jan Thomée 16' Nol van Berckel | Sportplatz an der Triftstraße, Kleef Toeschouwers: 4.000 Scheidsrechter: Hubert Istace (BEL) |

### 1911
|                                                                      | |       |                                   |                                                                                    |
| 26 maart Vriendschappelijk № 11 «onderlinge duels» 15:30 uur (UTC+1) | Duitsland                                                                                           | 6 – 2 | Zwitserland                       | Kickers Stadion, Stuttgart Toeschouwers: 8.000 Scheidsrechter: Hubert Istace (BEL) |
| 26 maart Vriendschappelijk № 11 «onderlinge duels» 15:30 uur (UTC+1) | Gottfried Fuchs 35' Max Breunig 43' (pen.) Eugen Kipp 71' Fritz Förderer 78', 88' Max Gablonsky 90' |       | 52' Ernst Weiss 80' Pierre Collet | Kickers Stadion, Stuttgart Toeschouwers: 8.000 Scheidsrechter: Hubert Istace (BEL) |

|                                                                      |                       |       |          |                                                                                 |
| 14 april Vriendschappelijk № 12 «onderlinge duels» 16:00 uur (UTC+1) | Duitsland             | 2 – 2 | Engeland | Union-Platz, Berlijn Toeschouwers: 10.000 Scheidsrechter: Herbert Willing (NED) |
| 14 april Vriendschappelijk № 12 «onderlinge duels» 16:00 uur (UTC+1) | Ernst Möller 48', 50' |       | ?        | Union-Platz, Berlijn Toeschouwers: 10.000 Scheidsrechter: Herbert Willing (NED) |

|                                                                    |                                    |       |                    |                                                                         |
| 23 april Vriendschappelijk № 13 «onderlinge duels» 15:00 uur (UTC) | België                             | 2 – 1 | Duitsland          | Cointe, Luik Toeschouwers: 3.000 Scheidsrechter: Dicky Schumacher (ENG) |
| 23 april Vriendschappelijk № 13 «onderlinge duels» 15:00 uur (UTC) | Frans Vanhoute 32' Louis Saeys 85' |       | 50' Fritz Förderer | Cointe, Luik Toeschouwers: 3.000 Scheidsrechter: Dicky Schumacher (ENG) |

|                                                                     |                          |       |                                         |                                                                              |
| 18 juni Vriendschappelijk № 14 «onderlinge duels» 13:30 uur (UTC+1) | Zweden                   | 2 – 4 | Duitsland                               | Råsunda IP, Solna Toeschouwers: 3.000 Scheidsrechter: Charles Buchwald (DEN) |
| 18 juni Vriendschappelijk № 14 «onderlinge duels» 13:30 uur (UTC+1) | Karl Gustafsson 28', 29' |       | 13', 44', 83' Otto Dumke 54' Eugen Kipp | Råsunda IP, Solna Toeschouwers: 3.000 Scheidsrechter: Charles Buchwald (DEN) |

|                                                        |                     |       |                                          | |
| 10 september Vriendschappelijk № 15 «onderlinge duels» | Duitsland           | 1 – 2 | Oostenrijk                               | International Hygiene Exhibition, Dresden Toeschouwers: 7.500 Scheidsrechter: Herbert Willing (NED) |
| 10 september Vriendschappelijk № 15 «onderlinge duels» | Willi Worpitzky 35' |       | 25' Johann Neumann 49' Jaroslav Špindler | International Hygiene Exhibition, Dresden Toeschouwers: 7.500 Scheidsrechter: Herbert Willing (NED) |

|                                                                        |                  |       |                                         |                                                                                     |
| 29 oktober Vriendschappelijk № 16 «onderlinge duels» 15:00 uur (UTC+1) | Duitsland        | 1 – 3 | Zweden                                  | Stadion Hoheluft, Hamburg Toeschouwers: 6.000 Scheidsrechter: Herbert Willing (NED) |
| 29 oktober Vriendschappelijk № 16 «onderlinge duels» 15:00 uur (UTC+1) | Ernst Möller 80' |       | 15', 35' Erik Börjesson 60' John Olsson | Stadion Hoheluft, Hamburg Toeschouwers: 6.000 Scheidsrechter: Herbert Willing (NED) |

|                                                                         |                     |       |                                                              |                                                                            |
| 17 december Vriendschappelijk № 17 «onderlinge duels» 14:00 uur (UTC+1) | Duitsland           | 1 – 4 | Hongarije                                                    | M.T.V. Platz, München Toeschouwers: 8.000 Scheidsrechter: Hugo Meisl (AUT) |
| 17 december Vriendschappelijk № 17 «onderlinge duels» 14:00 uur (UTC+1) | Willi Worpitzky 48' |       | 24' Béla Sebestyén 43', 74' Imre Schlosser 66' Sándor Bodnár | M.T.V. Platz, München Toeschouwers: 8.000 Scheidsrechter: Hugo Meisl (AUT) |

### 1912
|                                                                         |                                                                    |       |                                                      |                                                                                      |
| 24 maart Vriendschappelijk № 18 «onderlinge duels» 14:30 uur (UTC+0:20) | Nederland                                                          | 5 – 5 | Duitsland                                            | Sportpark Veerallee, Zwolle Toeschouwers: 10.000 Scheidsrechter: Jack Howcroft (ENG) |
| 24 maart Vriendschappelijk № 18 «onderlinge duels» 14:30 uur (UTC+0:20) | Jan Thomée 5', 53' Mannes Francken 34', 47' Max Breunig 66' (e.d.) |       | 13' Gottfried Fuchs 14', 31', 75', 79' Julius Hirsch | Sportpark Veerallee, Zwolle Toeschouwers: 10.000 Scheidsrechter: Jack Howcroft (ENG) |

|                                                                      |                                               |       |                                                                      |                                                                           |
| 14 april Vriendschappelijk № 19 «onderlinge duels» 16:00 uur (UTC+1) | Hongarije                                     | 4 – 4 | Duitsland                                                            | Üllői Út, Boedapest Toeschouwers: 25.000 Scheidsrechter: Hugo Meisl (AUT) |
| 14 april Vriendschappelijk № 19 «onderlinge duels» 16:00 uur (UTC+1) | Imre Schlosser 9' Sándor Bodnár 59', 65', 75' |       | 15' Ernst Möller 17' Eugen Kipp 25' Willi Worpitzky 44' (pen.) Jäger | Üllői Út, Boedapest Toeschouwers: 25.000 Scheidsrechter: Hugo Meisl (AUT) |

|                                                 |                 |       |                                     |                                                                                 |
| 5 mei Vriendschappelijk № 20 «onderlinge duels» | Zwitserland     | 1 – 2 | Duitsland                           | Espenmoos, Sankt Gallen Toeschouwers: 5.200 Scheidsrechter: Henry Devitte (ZWI) |
| 5 mei Vriendschappelijk № 20 «onderlinge duels» | Ernst Weiss 43' |       | 61' Eugen Kipp 9' Heinrich Mechling | Espenmoos, Sankt Gallen Toeschouwers: 5.200 Scheidsrechter: Henry Devitte (ZWI) |

| Olympische Spelen 1912 |
| ---------------------- |

|                                                                                  |                                                     |       |           |                                                                                 |
| 29 juni Olympische Spelen Eerste ronde № 21 «onderlinge duels» 15:00 uur (UTC+1) | Oostenrijk                                          | 5 – 1 | Duitsland | Råsundastadion, Solna Toeschouwers: 2.000 Scheidsrechter: Herbert Willing (NED) |
| 29 juni Olympische Spelen Eerste ronde № 21 «onderlinge duels» 15:00 uur (UTC+1) | Merz 75', 81' Studnicka 58' Neubauer 62' Cimera 89' |       | 35' Jäger | Råsundastadion, Solna Toeschouwers: 2.000 Scheidsrechter: Herbert Willing (NED) |

|                                                                                   | |        |         |                                                                                      |
| 1 juli Olympische Spelen Troosttoernooi № 22 «onderlinge duels» 17:00 uur (UTC+1) | Duitsland | 16 – 0 | Rusland | Råsundastadion, Solna Toeschouwers: 2.500 Scheidsrechter: Christiaan Groothoff (NED) |
| 1 juli Olympische Spelen Troosttoernooi № 22 «onderlinge duels» 17:00 uur (UTC+1) | Gottfried Fuchs 2', 9', 21', 28', 34', 46', 51', 55', 65', 69' Fritz Förderer 6', 27', 53', 66' Karl Burger 30' Emil Oberle 58' |        |         | Råsundastadion, Solna Toeschouwers: 2.500 Scheidsrechter: Christiaan Groothoff (NED) |

|                                                                                   |                                           |       |                    |                                                                                      |
| 3 juli Olympische Spelen Troosttoernooi № 23 «onderlinge duels» 15:00 uur (UTC+1) | Hongarije                                 | 3 – 1 | Duitsland          | Råsundastadion, Solna Toeschouwers: 2.000 Scheidsrechter: Christiaan Groothoff (NED) |
| 3 juli Olympische Spelen Troosttoernooi № 23 «onderlinge duels» 15:00 uur (UTC+1) | Imre Schlosser 4' Imre Schlosser 40', 82' |       | 56' Fritz Förderer | Råsundastadion, Solna Toeschouwers: 2.000 Scheidsrechter: Christiaan Groothoff (NED) |

|  |  |  |  |  |  |  |  |  |

|                                                                       |                                       |       |                 |                                                                                              |
| 6 oktober Vriendschappelijk № 24 «onderlinge duels» 14:00 uur (UTC+1) | Denemarken                            | 3 – 1 | Duitsland       | Københavns Idrætspark, Denemarken Toeschouwers: 10.000 Scheidsrechter: Herbert Willing (NED) |
| 6 oktober Vriendschappelijk № 24 «onderlinge duels» 14:00 uur (UTC+1) | Nils Middelboe 22', 67' Alf Olsen 55' |       | 85' Adolf Jäger | Københavns Idrætspark, Denemarken Toeschouwers: 10.000 Scheidsrechter: Herbert Willing (NED) |

|                                                                         |                      |       |                                       |                                                                                    |
| 17 november Vriendschappelijk № 25 «onderlinge duels» 14:30 uur (UTC+1) | Duitsland            | 2 – 3 | Nederland                             | Sportplatz Leipzig, Leipzig Toeschouwers: 10.000 Scheidsrechter: Ede Herczog (HUN) |
| 17 november Vriendschappelijk № 25 «onderlinge duels» 14:30 uur (UTC+1) | Adolf Jäger 15', 65' |       | 27', 74' Mannes Francken 56' Jur Haak | Sportplatz Leipzig, Leipzig Toeschouwers: 10.000 Scheidsrechter: Ede Herczog (HUN) |

### 1913
|                                                                      |           |       |          |                                                                                    |
| 21 maart Vriendschappelijk № 26 «onderlinge duels» 16:00 uur (UTC+1) | Duitsland | 0 – 3 | Engeland | Viktoria-Platz, Berlijn Toeschouwers: 17.000 Scheidsrechter: Herbert Willing (NED) |
| 21 maart Vriendschappelijk № 26 «onderlinge duels» 16:00 uur (UTC+1) |           | ?     |          | Viktoria-Platz, Berlijn Toeschouwers: 17.000 Scheidsrechter: Herbert Willing (NED) |

|                                                                    |                |       |                                  | |
| 18 mei Vriendschappelijk № 27 «onderlinge duels» 16:00 uur (UTC+1) | Duitsland      | 1 – 2 | Zwitserland                      | Schwarzwald-Stadion, Freiburg im Breisgau Toeschouwers: 10.000 Scheidsrechter: Charles Barette (BEL) |
| 18 mei Vriendschappelijk № 27 «onderlinge duels» 16:00 uur (UTC+1) | Eugen Kipp 43' |       | 10' Pierre Collet 25' Otto Märki | Schwarzwald-Stadion, Freiburg im Breisgau Toeschouwers: 10.000 Scheidsrechter: Charles Barette (BEL) |

|                                                                        |                 |       |                               |                                                                                      |
| 26 oktober Vriendschappelijk № 28 «onderlinge duels» 15:00 uur (UTC+1) | Duitsland       | 1 – 4 | Denemarken                    | Stadion Hoheluft, Hamburg Toeschouwers: 15.000 Scheidsrechter: Herbert Willing (NED) |
| 26 oktober Vriendschappelijk № 28 «onderlinge duels» 15:00 uur (UTC+1) | Adolf Jäger 55' |       | 5', 7', 42', 87' Poul Nielsen | Stadion Hoheluft, Hamburg Toeschouwers: 15.000 Scheidsrechter: Herbert Willing (NED) |

|                                                                       |                                                        |       |                 |                                                                                                |
| 23 november Vriendschappelijk № 29 «onderlinge duels» 14:00 uur (UTC) | België                                                 | 6 – 2 | Duitsland       | Stadion Broodstraat, Antwerpen Toeschouwers: 6.283 Scheidsrechter: Albert Meerum Terwogt (NED) |
| 23 november Vriendschappelijk № 29 «onderlinge duels» 14:00 uur (UTC) | Sylva Brébart 16', 41', 63' Jan Van Cant 27', 28', 87' |       | 55' Karl Wegele | Stadion Broodstraat, Antwerpen Toeschouwers: 6.283 Scheidsrechter: Albert Meerum Terwogt (NED) |

### 1914
|                                                                        |                                                     |       |                                                                   |                                                                                                |
| 5 april Vriendschappelijk № 30 «onderlinge duels» 14:30 uur (UTC+0:20) | Nederland                                           | 4 – 4 | Duitsland                                                         | Het Nederlandsch Sportpark, Amsterdam Toeschouwers: 22.129 Scheidsrechter: Jack Howcroft (ENG) |
| 5 april Vriendschappelijk № 30 «onderlinge duels» 14:30 uur (UTC+0:20) | Jan Vos 34' Wout Buitenweg 66', 82' Dirk Lotsij 79' |       | 49' Richard Queck 55' Adolf Jäger 66' Otto Harder 90' Karl Wegele | Het Nederlandsch Sportpark, Amsterdam Toeschouwers: 22.129 Scheidsrechter: Jack Howcroft (ENG) |

### 1915
Geen interlands gespeeld

### 1916
Geen interlands gespeeld

### 1917
Geen interlands gespeeld

### 1918
Geen interlands gespeeld

### 1919
Geen interlands gespeeld
DFB · A-internationals · Bondscoaches · Duits vrouwenelftal · Olympisch elftal · Duitsland U21 · Duitsland U20 · Duitsland U19 · Duitsland U18 · Duitsland U17 · Duitsland U16 · Vrouwen U17
1905 – 1919 · 
1920 – 1929 · 
1930 – 1939 · 
1940 – 1949 · 
1950 – 1959 · 
1960 – 1969 · 
1970 – 1979 · 
1980 – 1989 · 
1990 – 1999 · 
2000 – 2009 · 
2010 – 2019 · 
2020 – 2029
EK's: 1972 · 
1976 · 
1980 · 
1984 · 
1988 · 
1992 · 
1996 · 
2000 · 
2004 · 
2008 · 
2012 · 
2016 · 
2020 · 
2024
CC: 1999 · 
2005 · 
2017
WK's: 1934 ·
1938 · 
1954 · 
1958 · 
1962 · 
1966 · 
1970 · 
1974 · 
1978 · 
1982 · 
1986 · 
1990 · 
1994 · 
1998 · 
2002 · 
2006 · 
2010 · 
2014 · 
2018 · 
2022
OS: 1912 ·
1928 ·
1936 ·
2016 ·
2020
Albanië ·
Algerije ·
Argentinië ·
Armenië ·
Australië ·
Azerbeidzjan ·
België ·
Bohemen en Moravië ·
Bolivia ·
Bosnië en Herzegovina ·
Brazilië ·
Bulgarije ·
Canada ·
Chili ·
China ·
Colombia ·
Costa Rica ·
Cyprus ·
DDR ·
Denemarken ·
Ecuador ·
Egypte ·
Engeland ·
Estland ·
Faeröer ·
Finland ·
Frankrijk ·
Georgië ·
Ghana ·
Gibraltar ·
GOS ·
Griekenland ·
Hongarije ·
Ierland ·
IJsland ·
Iran ·
Israël ·
Italië ·
Ivoorkust ·
Japan ·
Joegoslavië ·
Kameroen ·
Kazachstan ·
Koeweit ·
Kroatië ·
Letland ·
Liechtenstein ·
Litouwen ·
Luxemburg ·
Malta ·
Marokko ·
Mexico ·
Moldavië ·
Nederland ·
Nieuw-Zeeland ·
Nigeria ·
Noord-Ierland ·
Noord-Macedonië ·
Noorwegen ·
Oekraïne ·
Oman ·
Oostenrijk ·
Paraguay ·
Peru ·
Polen ·
Portugal ·
Roemenië ·
Rusland ·
Saarland ·
San Marino ·
Saoedi-Arabië ·
Schotland ·
Servië ·
Servië en Montenegro · 
Slovenië ·
Slowakije ·
Sovjet-Unie ·
Spanje ·
Thailand ·
Tsjechië ·
Tsjecho-Slowakije ·
Tunesië ·
Turkije ·
Uruguay ·
Verenigde Arabische Emiraten ·
Verenigde Staten ·
Wales ·
Wit-Rusland ·
Zuid-Afrika ·
Zuid-Korea ·
Zweden ·
Zwitserland
Algerije (1982) · 
Algerije (2014) · 
Argentinië (1986) ·
Argentinië (1990) ·
Argentinië (2006) ·
Argentinië (2014) · 
Australië (2010) ·
België (1980) · 
Brazilië (2002) ·
Brazilië (2014) · 
Chili (1982) ·
Costa Rica (2006) ·
Denemarken (1992) ·
Denemarken (2012) · 
Ecuador (2006) ·
Engeland (1966) ·
Engeland (1982) ·
Engeland (2010) ·
Engeland (2021) ·
Frankrijk (2014) · 
Frankrijk (2021) · 
Ghana (2014) ·
Griekenland (2012) · 
Hongarije (1954, 2) ·
Hongarije (2021) ·
Italië (1982) ·
Italië (2006) ·
Italië (2012) · 
Japan (2022) · 
Kroatië (2008) ·
Mexico (2018) ·
Nederland (1974) ·
Nederland (2012) ·
Oekraïne (2016) ·
Oostenrijk (1982) ·
Oostenrijk (2008) ·
Polen (2006) ·
Polen (2008) ·
Polen (2016) ·
Portugal (2006) ·
Portugal (2008) ·
Portugal (2012) ·
Portugal (2014) ·
Portugal (2021) ·
Servië (2010) ·
Sovjet-Unie (1972) · 
Spanje (1982) ·
Spanje (2008) ·
Spanje (2022) ·
Tsjechië (1996, 2) · 
Tsjecho-Slowakije (1976) ·
Turkije (2008) ·
Verenigde Staten (2014) ·
Zuid-Korea (2018) ·
Zweden (2006)
België · Bohemen · Denemarken · Duitsland · Engeland · Finland · Frankrijk · Hongarije · Ierland · Italië · Luxemburg · Nederland · Noorwegen · Oostenrijk · Rusland · Schotland · Wales · Zweden · Zwitserland